# Хлеб и Воля (газета)
«Хлеб и Воля» (1903-06, 1909), «Листки „Хлеб и Воля“» (1906-07) — русская анархическая газета.

## История

### 1903—1905
Начала издаваться 1 августа 1903 года как журнал русских анархистов-коммунистов. Издавался ежемесячно анархо-коммунистической группой «Хлеб и Воля» в Женеве, но из конспиративных соображений местом издания указывался Лондон.
Главный редактор Г. Гогелия. С журналом активно сотрудничали П. А. Кропоткин, М. Гольдсмит, В. Черкезов, М. Б. Ханин (под псевдонимом Мишель Спираф) и другие авторы.
С 1904 журнал широко распространялся в России, и до конца 1905 был центральным органом российского анархического движения.
Последний № 24 вышел в ноябре 1905, затем издание прекращено в связи с выездом редакции в Россию.

### «Листки Хлеб и Воля»
В 1906 году редакция в новом составе начала выпускать преемницу прежнего журнала — «Листки Хлеб и Воля».

### Возобновление журнала
В 1909 и 1914 предпринимались попытки возобновить журнал.
В 1909 издавался журнал «Союза русских анархистов-коммунистов», преемник одноименного издания 1903—1905 и газеты «Листки Хлеб и Воля». Ежемесячный теоретический орган. Главный редактор Г. Гогелия, члены редакции П. Кропоткин, А. Карелин и др. Вышли всего два номера: первый издан в Париже в феврале 1909, второй — в марте 1909 в Лондоне. Затем издание прекратилось из-за нехватки средств.
Следующая попытка была предпринята в Париже в 1914 году. Главный редактор — А. Карелин. Издание прекращено в связи с начавшейся Первой мировой войной.